# The Tokens
The Tokens var en amerikansk doo wop-grupp som bildades i Brooklyn 1955. Gruppen bestod av Hank Medress, Neil Sedaka, bröderna Mitch och Phil Margo samt Jay Siegel. Gruppen fick sin största hit 1961 med sin version på den ursprungligen sydafrikanska sången The Lion Sleeps Tonight. De fortsatte som aktiv grupp under resten av 1960-talet men lyckades aldrig nå så stora framgångar som de gjort med The Lion Sleeps Tonight igen. Gruppen verkade också som musikproducenter för andra artister, till exempel The Chiffons, Randy & the Rainbows och The Happenings.
The Tokens bröt upp i början på 1970-talet. Idag går de under namnet The Tokens featuring Mitch and Phil Margo eller The Margo Brothers' Tokens och är fortfarande aktiva. Jay Siegel uppträder med sin egen version av The Tokens; Jay Siegel's Tokens.

## Medlemmar
The Tokens 1955 - 1958
- Neil Sedaka (1955-1958)
- Joe Venneri - gitarr (1955-1958)
- Cynthia Zolitin (1955-1958)
- Eddie Rabkin (1955-1956)
- Ian Kay (1958)

The Tokens 1960 - 1971
- Jay Siegel (1956-1958, 1960-1971)
- Mitch Margo (1955-1958), 1960-)
- Philip Margo (1955-1958, 1960-)
- Hank Medress (1955-1958, 1960-1971)

The Tokens idag:
Jay Siegel's Tokens
- Jay Siegel
- Bill Reid
- Kurt "Frenchy" Yahjan (2014-idag)
- John Traynor (aka Jay Black från Jay and the Americans; död 2014)

The Margo Brothers' Tokens
- Mitch Margo - sång, gitarr
- Philip Margo - sång, slagverk
- Jay Leslie - sång
- Mike Johnson - sång, keyboard
- Noah Margo - trummor
- Ari Margo - sång (gästartist)
- Damien Margo - sång, trummor (gästartist)

## Diskografi
Studioalbum
- 1961 - The Lion Sleeps Tonight
- 1962 - We, the Tokens, Sing Folk
- 1964 - Wheels
- 1966 - The Tokens Again
- 1966 - I Hear Trumpets Blow
- 1967 - It's A Happening World
- 1970 - Greatest Moments with the Tokens
- 1971 - Both Sides Now
- 1971 - December 5th
- 1972 - Intercourse
- 1988 - Re-Doo-Wopp
- 1993 - Oldies Are Now
- 1995 - Merry Merry
- 1996 - Tonight The Lion Dances
- 1999 - Unscrewed

Singlar (topp 100 på Billboard Hot 100)
- 1961 - Tonight I Fell In Love (#15)
- 1961 - The Lion Sleeps Tonight (#1)
- 1962 - B'wa Nina (Pretty Girl) (#55)
- 1962 - La Bamba (#85)
- 1963 - Hear the Bells (#94)
- 1964 - He's in Town (#43)
- 1966 - I Hear Trumpets Blow (#30)
- 1967 - Portrait of My Love (#36)
- 1967 - It's a Happening World (#69)
- 1969 - She Lets Her Hair Down (Early in the Morning) (#61)
- 1970 - Don't Worry Baby (#95)
- 1973 - In the Midnight Hour (#30)
- 1994 - The Lion Sleeps Tonight (återutgåva) (#51)

Samlingsalbum
- 1967 - Back to Back (The Tokens / The Happenings)
- 1994 - Just for the Record
- 1994 - Wheels and More Hot Rod Rarities
- 1994 - Wimoweh!!! The Best of The Tokens
- 1998 - All Time Greatest Hits!!!